# Brad Hogg
Pour les articles homonymes, voir Hogg.
George Bradley Hogg, dit Brad Hogg, est un joueur de cricket international australien né le 6 février 1971 à Narrogin. Lanceur gaucher de style « chinaman », il débute avec l'équipe d'Australie-Occidentale en 1994. Il dispute son premier test-match et son premier ODI avec la sélection nationale australienne en 1996. Il devient
le principal « tourneur » (spin bowler) de l'équipe en ODI en 2003, remportant la Coupe du monde de cricket en 2003 et 2007. Barré par Shane Warne et Stuart MacGill, il ne dispute qu'une poignée de test-matchs jusqu'à 2008, année où il prend sa retraite sportive. Il retrouve les terrains en 2011 pour disputer la saison inaugurale de la Big Bash League en Australie avec les Perth Scorchers, et retrouve la sélection début 2012 en Twenty20.

## Bilan sportif

### Principales équipes
| Équipe                     | Test                  | ODI                   | Twenty20              |
| -------------------------- | --------------------- | --------------------- | --------------------- |
| Australie                  | 1996 - 2008           | 1996 - 2008           | 2006 -                |
| Équipe                     | First-class           | List A                | Twenty20              |
| Australie-Occidentale      | 1993-1994 - 2007-2008 | 1993-1994 - 2007-2008 | 2005-2006 - 2006-2007 |
| Warwickshire (Angleterre)  | 2004                  | 2004                  |                       |
| Perth Scorchers            |                       |                       | 2011-2012 -           |
| Sylhet Royals (Bangladesh) |                       |                       | 2012 -                |
| Rajasthan Royals (Inde)    |                       |                       | 2012 -                |